# Phatch
Phatch (PHoto & BATCH) es un editor de gráficos rasterizados que se utiliza para procesar por lotes gráficos y fotografías digitales. Phatch se puede utilizar en el escritorio como un programa con interfaz gráfica o en el servidor como un programa de consola.

## Operación

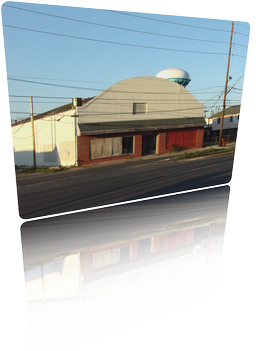
Phatch incluye herramientas para esquinas redondeadas, reflexión y perspectiva, como se muestra en esta miniatura.

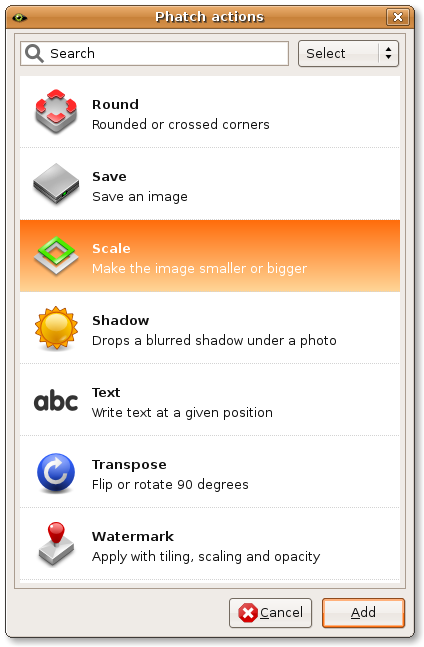
Diálogo para agregar acciones de Phatch

Las acciones típicas incluyen cambiar el tamaño, rotar, recortar, convertir, aplicar sombras, esquinas redondeadas, perspectiva, reflexión y conversión entre diferentes formatos de imagen. Phatch también se puede utilizar para cambiar el nombre o copiar archivos de imagen basados en las etiquetas del modelo de intercambio de información Exif o IPTC.

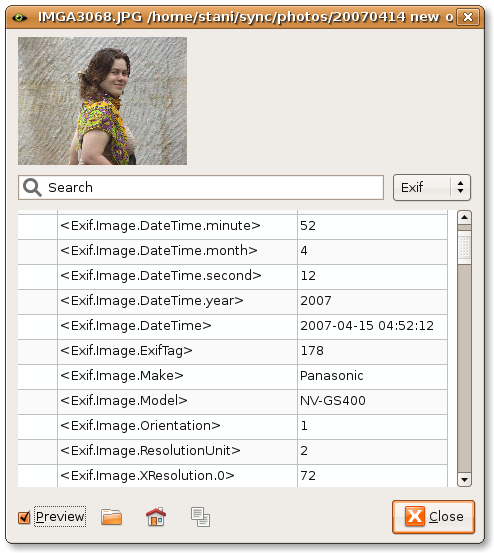
Explorando etiquetas Exif en Phatch

El inspector de imágenes se puede utilizar para explorar los metadatos almacenadas en las imágenes. Las pestañas se pueden pasar a cualquier acción, lo que es especialmente útil para cambiar el nombre o copiar archivos, pero también para establecer datos como fecha, hora, apertura o velocidad de obturación en la imagen. Se pueden abrir varios inspectores a la vez para comparar los valores de las etiquetas con una vista previa de la imagen.
Phatch puede convertirse en menú desplegable que permanece como un pequeño gráfico sobre otras ventanas. Procesa las imágenes que se arrastran y sueltan sobre él.

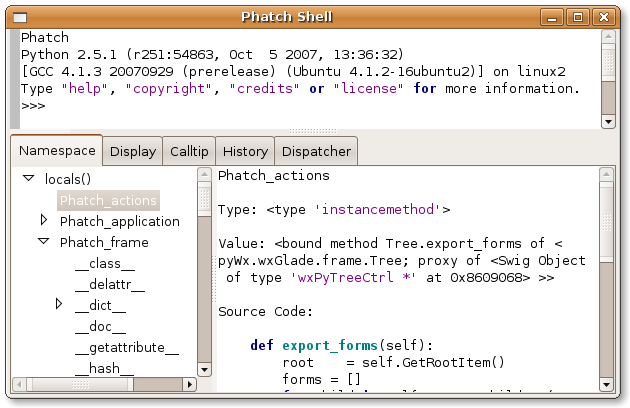
Shell Python interactivo de Phatch

Phatch tiene una consola Python interactiva incorporada para explorar los aspectos internos del programa.

## Desarrollo
Stani Michiels ha desarrollado Phatch en Linux (Ubuntu). El logo, la mascota y algunos iconos están diseñados por Admiror Design Studio. Los otros íconos se toman de la Biblioteca de imágenes prediseñadas abierta. El procesamiento de imágenes de Phatch se realiza con la biblioteca de imágenes de Python. Phatch usa Bazaar en combinación con Launchpad para coordinar su desarrollo y traducciones. Phatch tiene una API de Python (wxPython) y es extensible a través de Python.

## Limitaciones
Phatch no proporciona una vista previa en vivo de la manipulación de imágenes y no tiene soporte integrado para sistemas de archivos remotos. Aunque Phatch se ejecuta desde el código fuente en Windows y Mac OS X, no hay instaladores binarios finales disponibles para estas plataformas, aunque los desarrolladores pusieron a disposición un instalador binario previo al lanzamiento para OS X en mayo de 2010.

## Distribución
El código fuente de Phatch se publica en su página de inicio. Los paquetes binarios están disponibles en los repositorios de las principales distribuciones de Linux como Debian, Ubuntu, ArchLinux, Fedora y OpenSuse. Phatch requiere Python, Python Imaging Library y wxPython (2.6 o superior) para la GUI (interfaz gráfica). Los usuarios pueden instalar pyexiv2 para una mejor compatibilidad con Exif e IPTC IIM.
Actualmente, el sitio web está inactivo y Phatch ya no se puede descargar junto con las dependencias de Python para Phatch.

## Recepción de la crítica
Softpedia revisión del editor 's de Phatch 0.0.bzr157 galardonado con 4 estrellas en general, destacando las acciones interfaz limpia y sencilla, la estabilidad del programa y de procesamiento por lotes. Permitir que el usuario use Python para crear procesos por lotes adicionales también se consideró una ventaja sobre productos similares. Las críticas incluyeron la falta de un archivo de ayuda o un menú de preferencias. Algunos procesos, como el "Modo de conversión", provocaron errores que no se informaron en el registro de errores.
La opinión de la revista Linux Pratique fue que Phatch 0.1.3 llenó el vacío entre GIMP e Imagemagick, con una interfaz fácil de usar que ahorra mucho tiempo para el procesamiento por lotes. En general, se consideró que ofrecía menos funciones que estos dos programas.
Phatch 0.1.6 apareció junto con GIMP en la portada de la revista Linux +, mayo de 2009.